# کاتالوگ جهانی عنکبوت‌ها
کاتالوگ جهانی عنکبوت‌ها (WSC) یک پایگاه داده آنلاین قابل جستجو است که به رده‌بندی عنکبوت‌ها اختصاص دارد. هدف این کاتالوگ فهرست کردن تمام خانواده‌ها، جنس‌ها و گونه‌های پذیرفته‌شده و همچنین فراهم آوردن دسترسی به تمامی منابع مرتبط با طبقه‌بندی عنکبوت‌ها است.
این کاتالوگ ابتدا در سال ۲۰۰۰ به‌عنوان مجموعه‌ای از صفحات وب و توسط نورمن پلاتنیک از موزه تاریخ طبیعی آمریکا ایجاد شد. پس از بازنشستگی او در سال ۲۰۱۴، موزه تاریخ طبیعی برن در سوئیس مسئولیت ادامه‌ کاتالوگ را بر عهده گرفت و آن را به یک پایگاه داده رابطه‌ای تبدیل کرد.